# Cephalothorax

Bauplan eines Zehnfußkrebses. Der Cephalothorax ist der gelb markierte Bereich aus Cephalon und Thorax

Cephalothorax (altgriechisch κεφαλή kephalé, deutsch ‚Kopf‘ und altgriechisch θώραξ thórax, deutsch ‚Brustteil‘) bezeichnet den in sich unbeweglichen Vorderleib der Höheren Krebse (Malacostraca). Er wird durch den vom Kopf ausgehenden Carapax bedeckt.

## Baupläne
Bei Zehnfußkrebsen (Decapoda) besteht der Cephalothorax aus dem Kopf (Cephalon) und dem Brustabschnitt (Thorax). Bei vielen anderen Malacostraca sind nur ein oder zwei Thoraxsegmente mit dem Kopf zu einem Cephalothorax verschmolzen, es ergibt sich die Abfolge Cephalothorax – Peraeon – Pleon/Abdomen (z. B. bei Ranzenkrebsen). Eine derartige Verschmelzung von Kopf und Thorax besteht auch bei einigen Kieferklauenträgern (Cheliceraten, z. B. bei Pfeilschwanzkrebsen).

## Abgrenzungen
Der die (5) Schreitbeine (Peraeopoden) tragende Teil des Cephalothorax der Decapoda wird ebenfalls Peraeon genannt.
Gelegentlich wird auch der Vorderleib von Spinnentieren als „Cephalothorax“ bezeichnet. Dies ist falsch, da es sich hier um einen beweglichen Vorderleib handelt, der korrekt als Prosoma bezeichnet wird. Ebenfalls synonym und ebenfalls unkorrekt wird auch Opisthosoma benutzt.
Bei anderen Gliederfüßern wie bei Trilobiten (ausgestorben), Hexapoda und Insekten ist der Kopf frei gegen den Thorax beweglich.

## Einzelbelege
1. ↑  Timothy J. Gibb & C. Y. Oseto: Arthropod Collection and Identification: Field and Laboratory Techniques. Academic Press, 2006, ISBN 978-0-12-369545-1, Glossary (englisch, google.co.uk).
2. ↑  Eldra Pearl Solomon, Linda R. Berg & Diana W. Martin: Biology. 7th Auflage. Cengage Learning, 2004, ISBN 978-0-534-49276-2, Tha animal kingdom: an introduction to animal diversity, S. 534–549 (englisch, google.co.uk).
3. ↑  Andrew J. Martinez: Marine Life of the North Atlantic: Canada to New England. 3rd Auflage. Aqua Quest Publications, 2003, ISBN 978-1-881652-32-8, Arthropoda (crabs, shrimps, lobsters), S. 144–175 (englisch, google.co.uk).
4. ↑  Wissenschaft-Online-Lexika: Eintrag zu Pereion im Lexikon der Biologie. Abgerufen am 13. Oktober 2009
5. ↑  Kükenthal - Zoologisches Praktikum, ISBN 3-8274-1998-0